# Vojtěch Franců
Vojtěch Franců (* 21. září 2001, Turnov) je český herec, člen divadelního souboru Geisslers Hofcomoedianten.
Vystupuje jako host mj. na scénách Městských divadel pražských, Divadla F. X. Šaldy v Liberci, Divadle Viola. S domovským souborem pak převážně v pražském Divadle VILA Štvanice. Spolupracuje i s televizí a vystoupil v několika seriálech z produkce České televize (TBH), TV Nova (Kriminálka Anděl) a TV Prima (Případ tanečnice). Na některých divadelních hrách se podílí i autorsky: Napsal scénář a texty písní k inscenacím Alchymisti - Zlatodějný teatroláb (režie Petr Hašek, premiéra 9.3.2024) a Hori-Bili-Cribri-Fax (spoluautor, dle románu A. Gryphia; prem. 21.8. 2024). Studuje na Katedře činoherního divadla DAMU. Jeho absolventskou prací je hlavní role v inscenaci Peer Gynt (režie J. Lipková, premiéra 25.1.2025).

## Ocenění
Za výkon v hlavní roli inscenace Simply Simplicius aneb Svatá prostoto! byl vybrán do užší nominace na cenu Thálie za rok 2023 v kategorii Alternativní divadlo. Jeho hra Alchymisti byla nominována do finále Ceny Evalda Schorma za rok 2023. V březnu 2025 získal Cenu divadelní kritiky za rok 2024 v kategorii Talent roku.